# Album amicorum van Petronella Moens

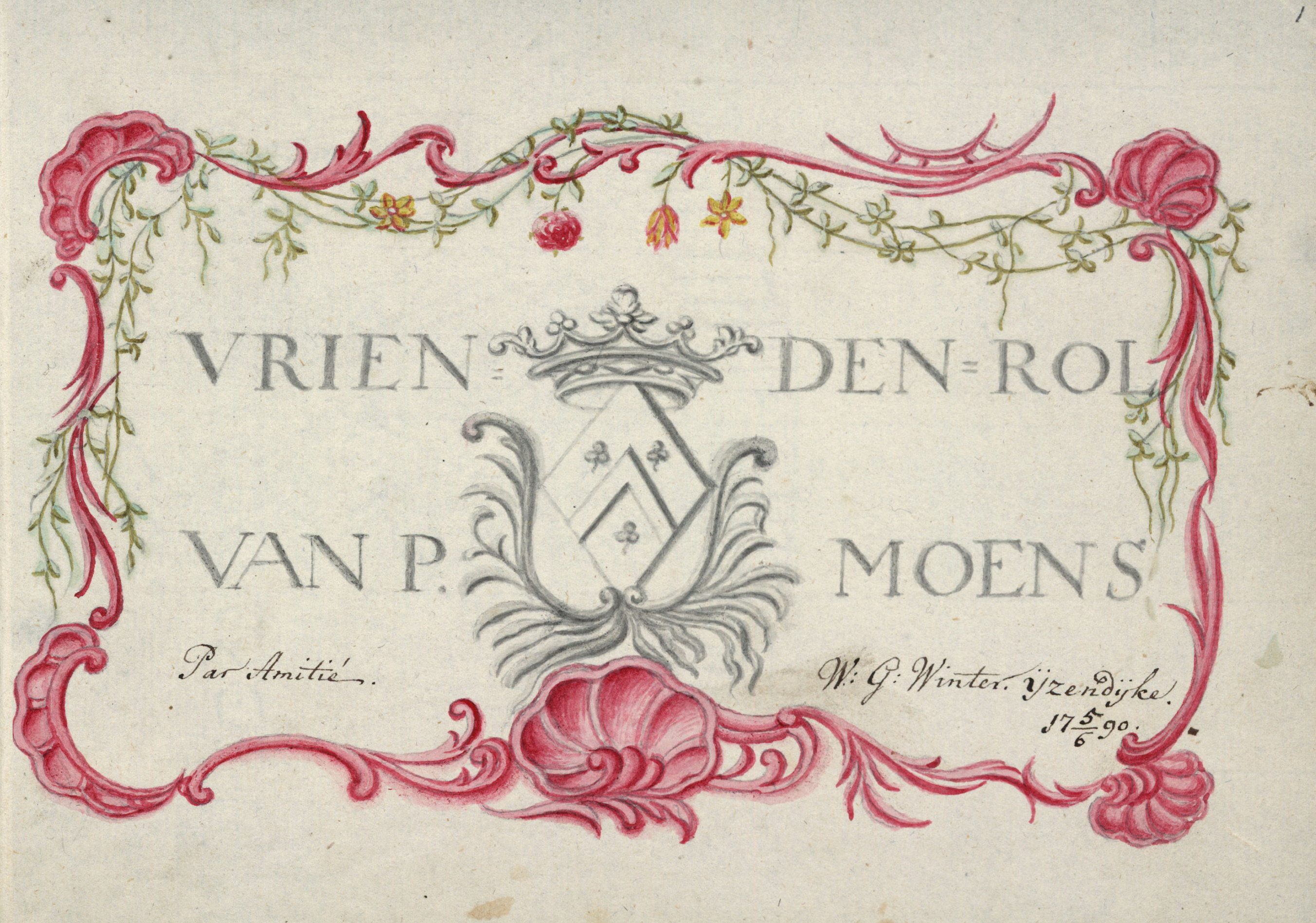
Par amitié. De vriendenrol van Petronella Moens (pagina 001r)

Het album amicorum van Petronella Moens (daarin betiteld als vriendenrol) is een album amicorum dat toebehoorde aan de Nederlandse dichteres Petronella Moens. Moens werd - ondanks haar blindheid - een gevierd letterkundige. Tijdens haar leven schreef zij 153 boeken en gelegenheidsgedichten. Het motto van haar vriendenboek is 'Par amitié' en bevat naast bijdragen van familie en vrienden ook bijdragen van letterkundige collega's. De vriendenrol wordt bewaard bij de Koninklijke Bibliotheek in Den Haag onder inventarisnummer 79 L 5. Het album amicorum van Petronella Moens wordt door de Koninklijke Bibliotheek beschouwd als een van de topstukken in de collectie.
Het album amicorum bevat 170 bijdragen van familieleden, kennissen en collega-letterkundigen. De bijdragen aan het album dateren van 1786 tot 1840 en zijn samengesteld uit diverse teksten, citaten, motto's en gedichten, maar ook tekeningen, een knipwerkje en een silhouetportret. In geen enkel ander album uit deze periode passeren zoveel letterkundigen van naam en faam de revue als in de vriendenrol van Moens. Zo schreven onder anderen Aagje Deken, Betje Wolff, Hendrik Tollens en Willem Bilderdijk een bijdrage in Moens vriendenrol. Moens hechtte zelf veel waarde aan haar album amicorum. In een brief uit 1829 aan F.W. Selle laat zij weten 
Ziet hier ook mijn vriendenrol [vriendenalbum], waarin ik zoo gaarne uw naam wilde hebben; dit is een pand dat ik maar zelden aan een ander toevertrouw.
De verblijfplaats van de vriendenrol was van 1843 tot 1989 onbekend. Nadat het album was teruggevonden is het oorspronkelijk in bruikleen gegeven aan het Letterkundig Museum (het huidige Literatuurmuseum in Den Haag. Deze heeft het in 2001 in bruikleen gegeven aan de Koninklijke Bibliotheek waar het sindsdien wordt bewaard.  

## Afbeeldingen

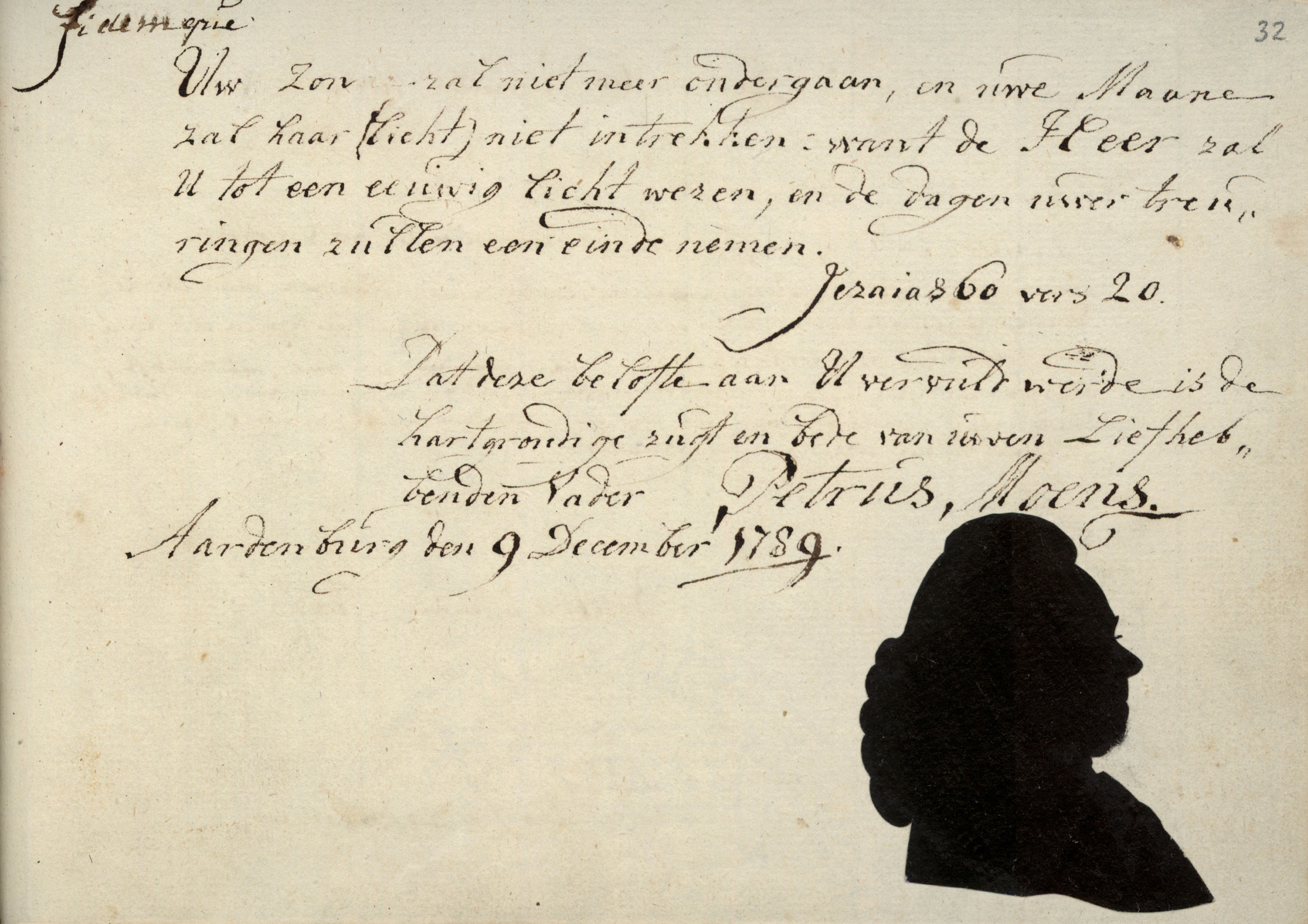
032r met knipwerkje
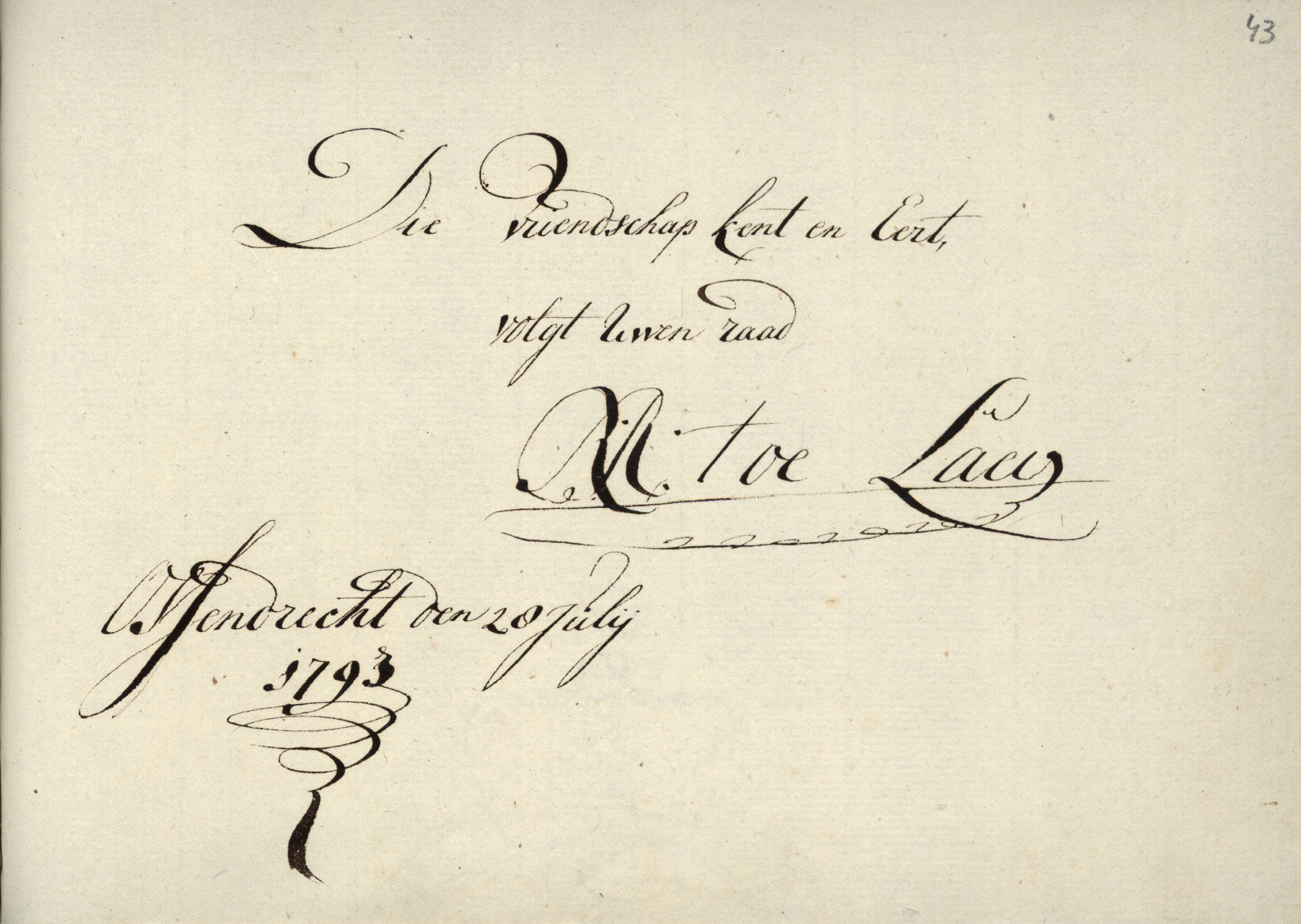
043r
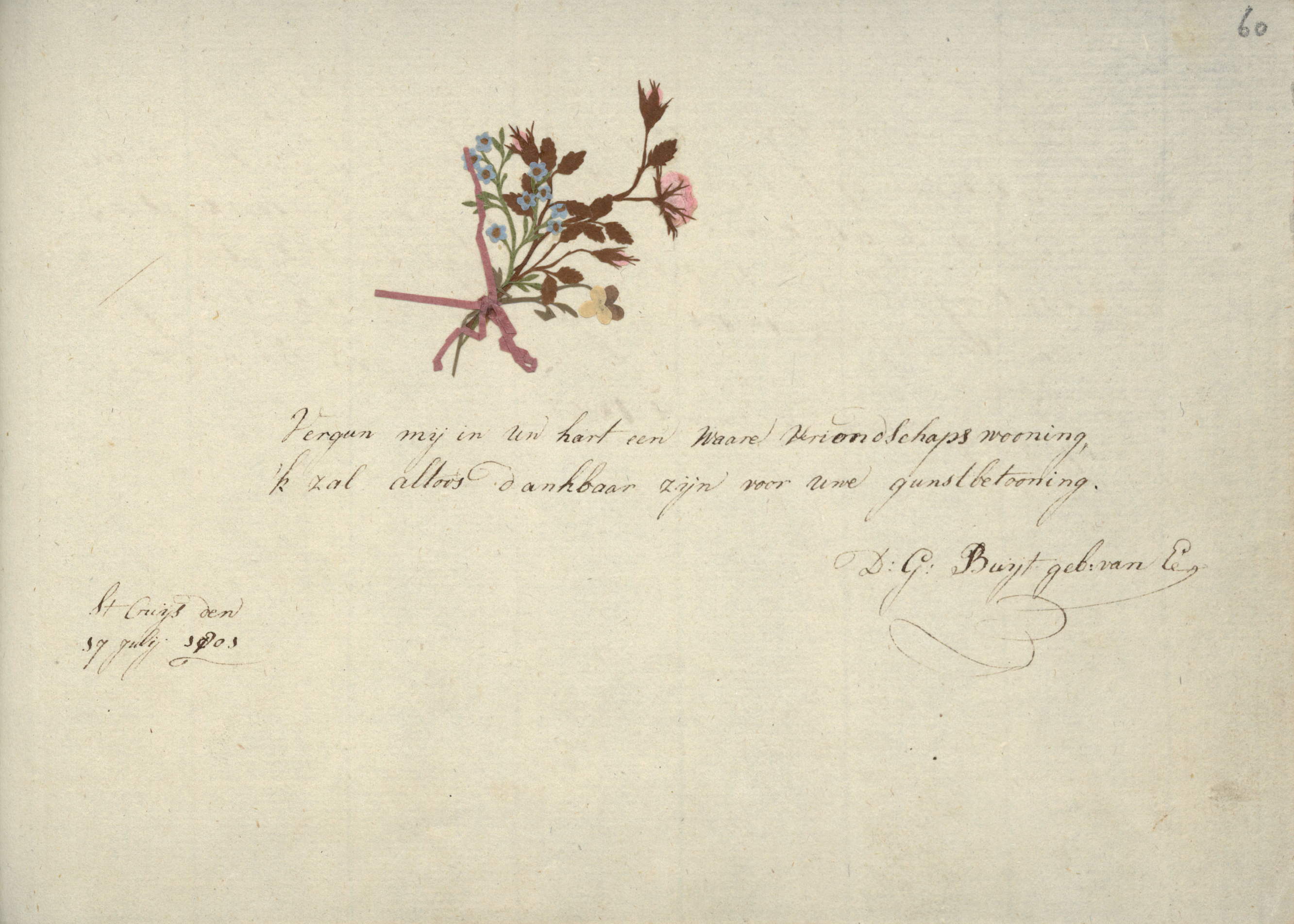
030r met tekening van bloemetje
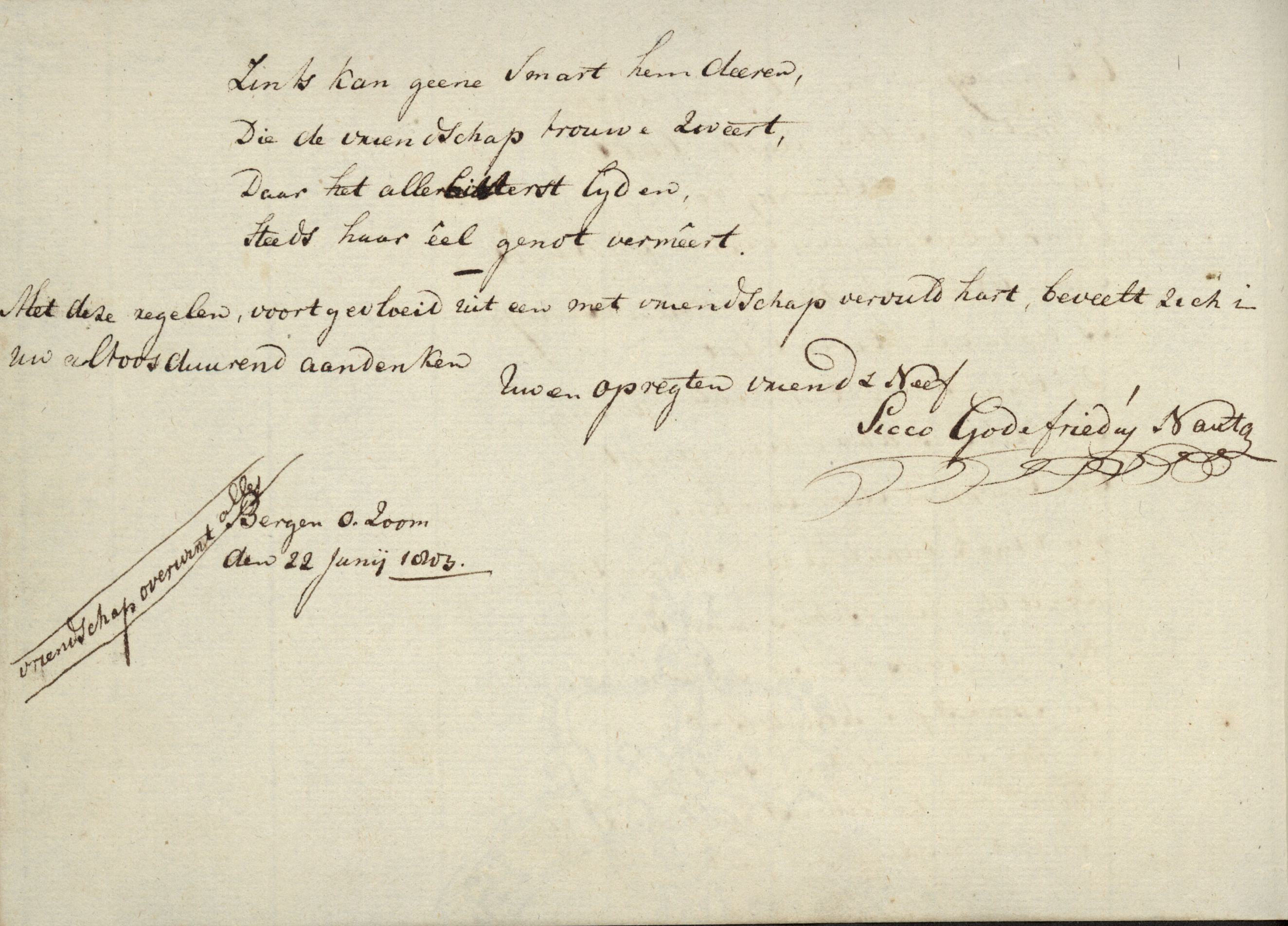
066v
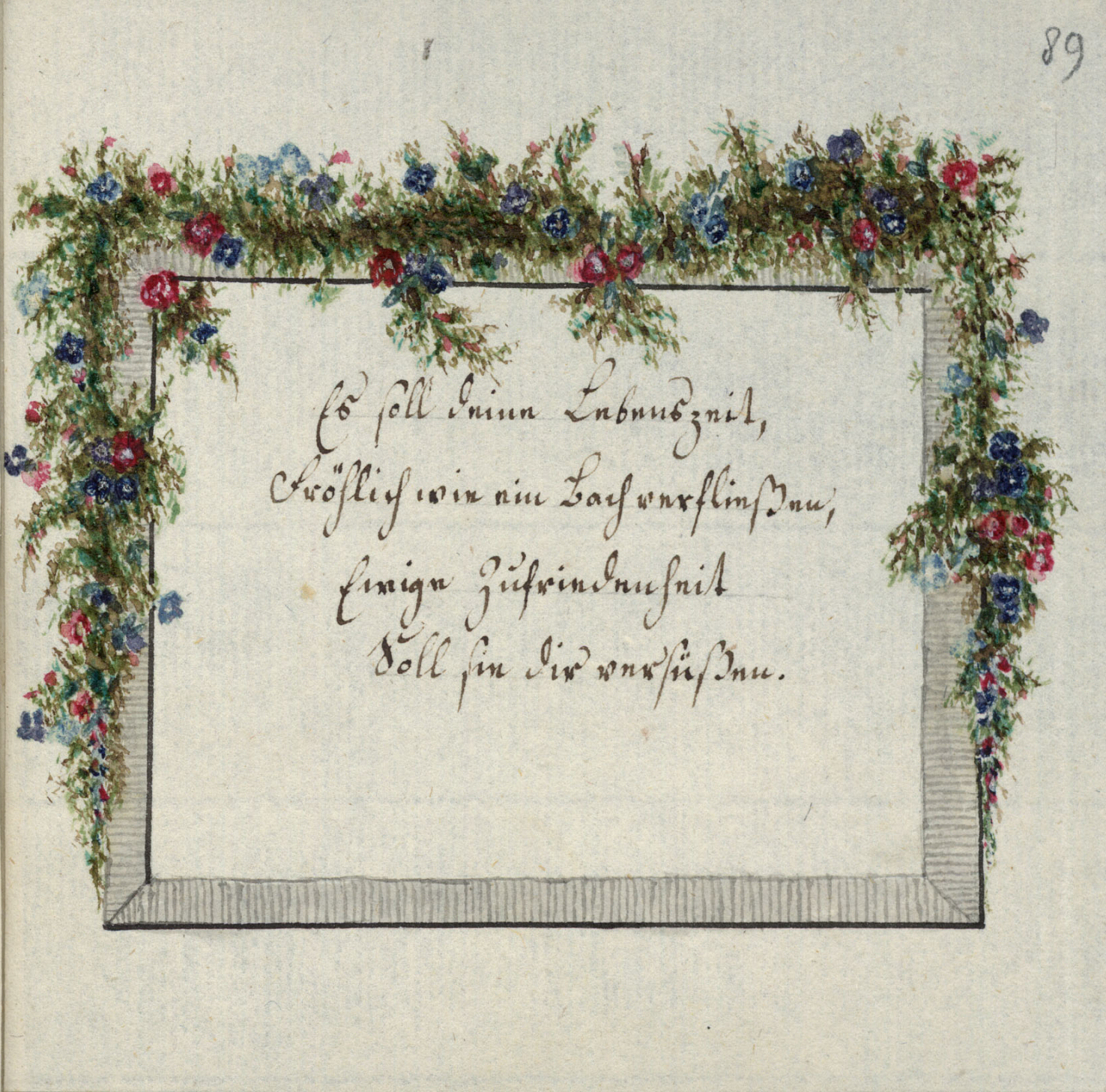
089r met bloemrijke illustratie
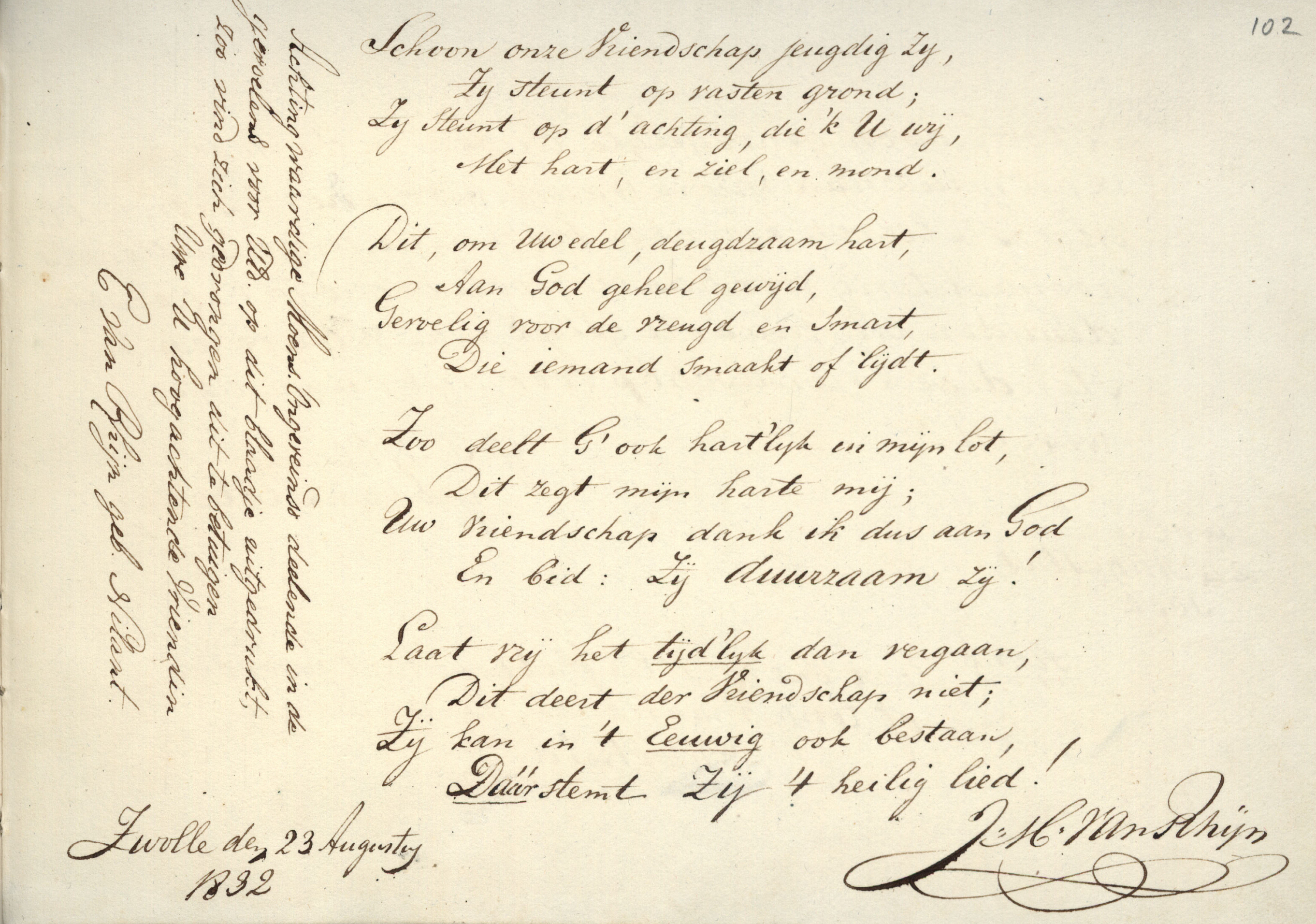
102r